# Henri de Dion

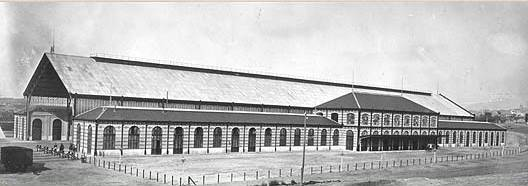
Estació de Delicias a Madrid, construïda pel comte de Dion

El Comte Henri de Dion (Montfort-l'Amaury, 21 de desembre del 1828 - París, 13 d'abril del 1878) va ser un enginyer francès especialitzat en construccions metàl·liques. El seu cognom apareix inscrit a la Torre Eiffel, en el treball de construcció de la qual col·laborà.
Estudia enginyeria primer a Suïssa i després a l'École Centrale de Paris. Va col·laborar amb Eugène Flachat en la construcció del pont de Langon i la restauració de la catedral de Bayeux el 1854. A Espanya va fer diverses obres, entre elles la construcció de l'Estació de Delicias a Madrid
Per la seva actuació durant la guerra de 1870 a França va rebre la Legió d'Honor amb el grau d'oficial.